# Orlando (Soweto)
Orlando è uno dei sobborghi della township di Soweto, presso Johannesburg, in Sudafrica. È l'area più densamente popolata di tutto il paese. Fu fondato nel 1931 e battezzato "Orlando" in onore di Edwin Orlando Leake, sindaco di Johannesburg dal 1925 al 1926. È suddiviso in due aree principali, Orlando West e Orlando East (Orlando Ovest e Orlando Est).
Il sobborgo di Orlando è strettamente legato alle vicende della lotta all'apartheid della seconda metà del XX secolo. In particolare, Orlando West fu teatro di alcuni degli scontri più violenti fra polizia e manifestanti durante le manifestazioni studentesche del 1976, fra cui quello in cui perse la vita Hector Pieterson. A commemorazione di quegli eventi è stato istituito in Orlando West lo Hector Pieterson Memorial Museum. Poco distante dal museo si trova la prima casa di Nelson Mandela, dove egli abitò per diversi anni prima di essere incarcerato, anch'essa oggi adibita a museo.

## Regina Mundi
In Orlando East sorge la chiesa di Regina Mundi, la più grande chiesa cattolica del Sudafrica. Anche Regina Mundi fu teatro di una sparatoria, avvenuta lo stesso giorno in cui fu ucciso Pieterson. I manifestanti in fuga da Orlando West vi avevano trovato rifugio; la polizia prima usò i lacrimogeni per cercare di costringere gli studenti ad abbandonare l'edificio, e poi fece irruzione all'interno sparando sui rifugiati. Sia la facciata della chiesa che le decorazioni interne mostrano ancora oggi i segni delle pallottole. Dopo la caduta dell'apartheid, presso Regina Mundi si tennero diverse sedute della Commissione per la Verità e la Riconciliazione.

## Galleria d'immagini

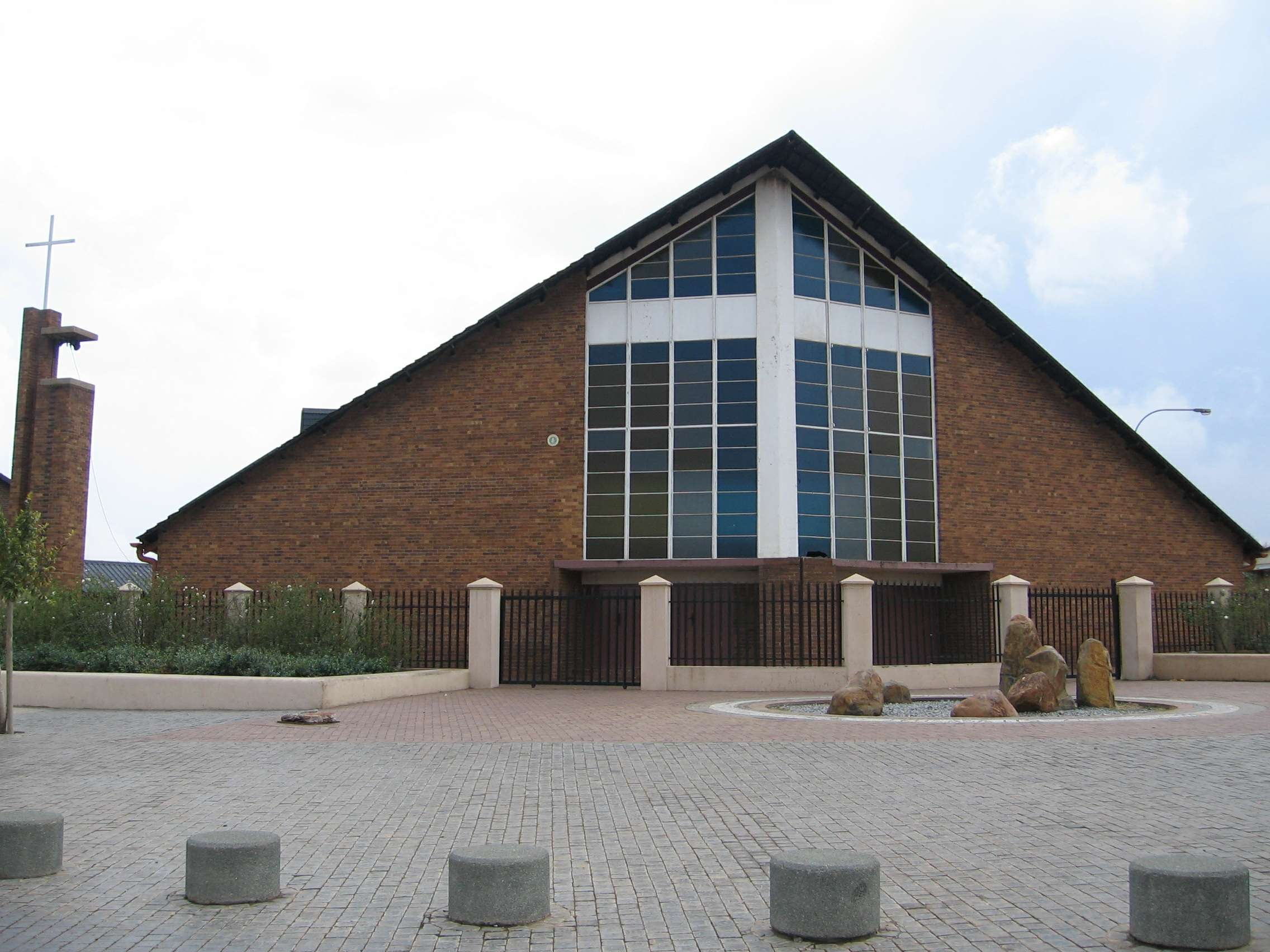
La chiesa di Regina Mundi, Orlando East
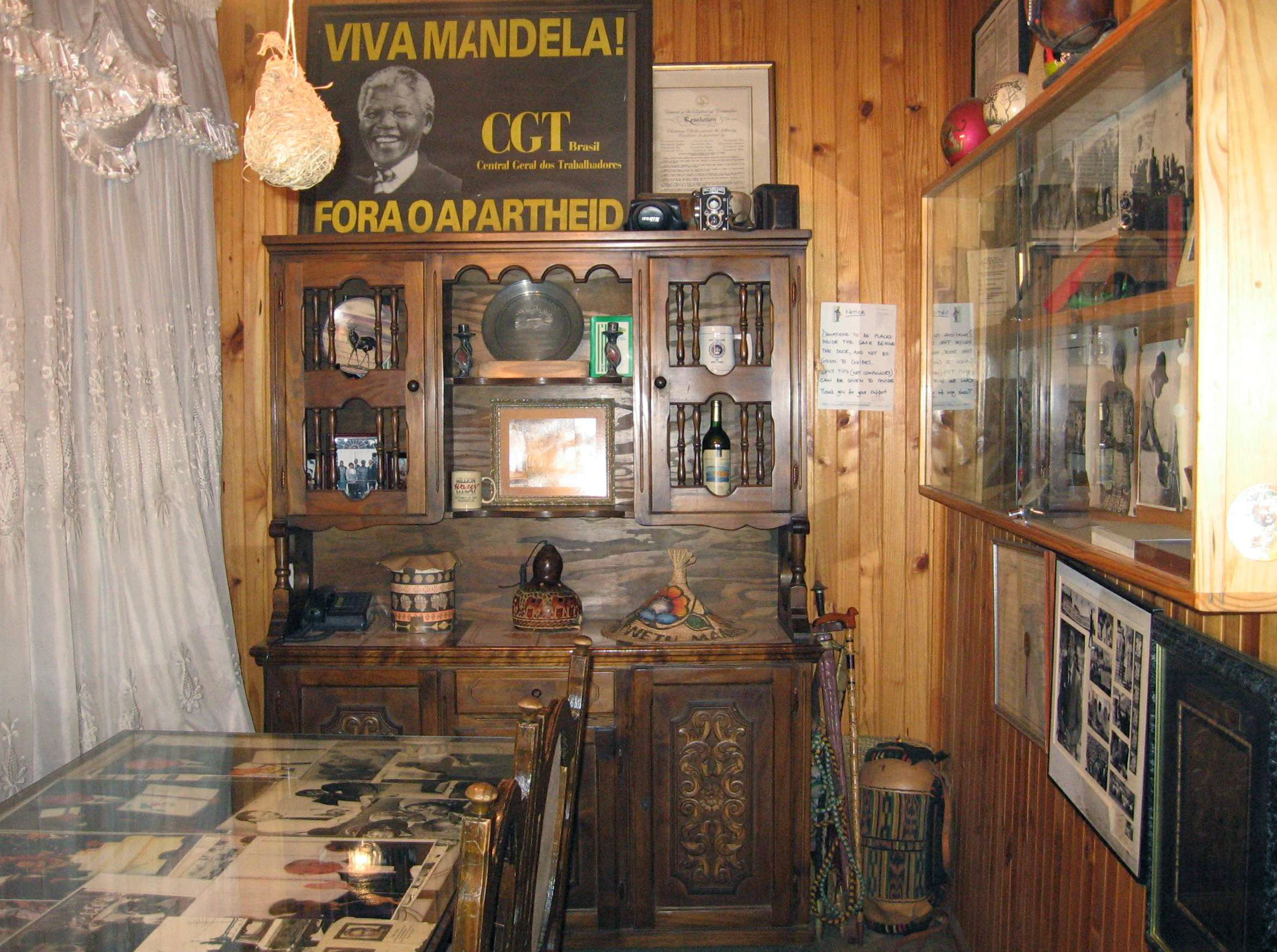
Mandela Family Museum, Orlando West
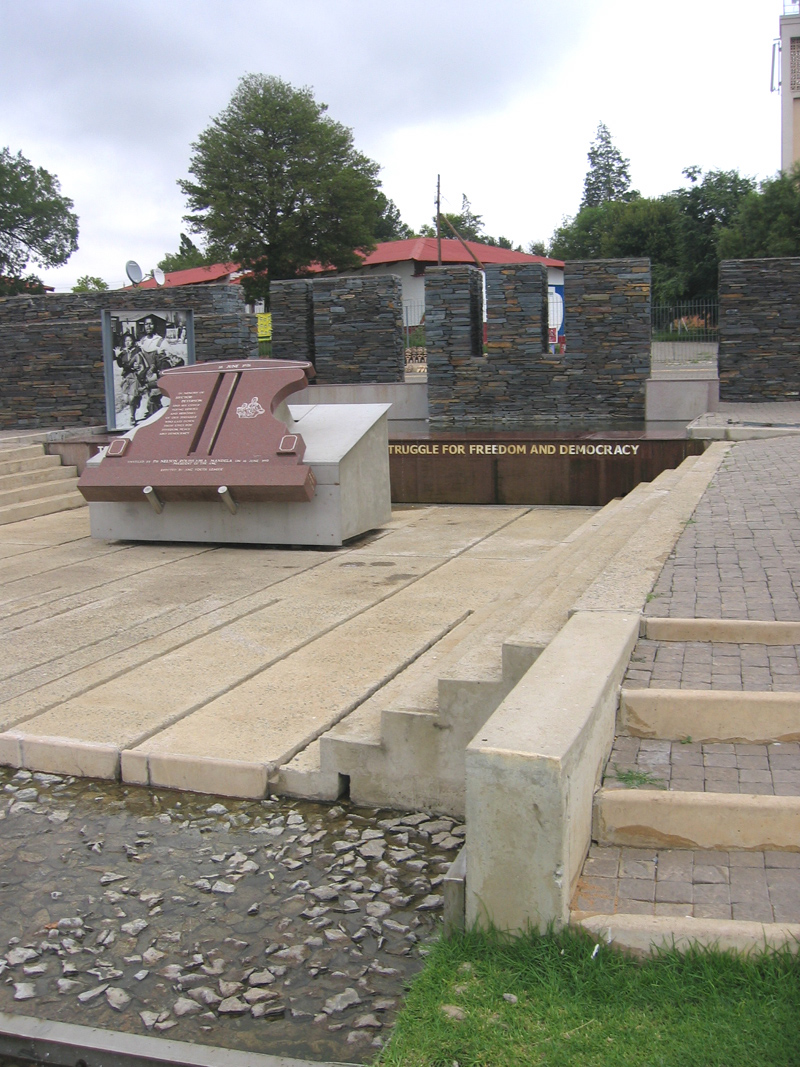
Hector Pieterson Memorial and Museum, Orlando West